# 엔도 타츠야
엔도 타츠야(일본어: 遠藤 達哉 엔도 다쓰야[*])는 일본의 남성 만화가이다.

## 경력
2000년, 『서부유희』로 제5회 스토리킹 만화 부문 준킹을 수상했다. 집영사에 게재한 『아카마루 점프』 2000년 SPRING에 게재되어 데뷔했으며, 『주간 소년 점프』(슈에이샤) 2000년 51호에 독절 『월화미인』을 게재했다.
「점프 SQ」 (슈에이샤) 2007년 12월호 (창간호) 부터 2008년 8월 호까지 「TISTA」를 첫 연재했으며, 연재 종료후, 「청의 엑소시스트」 작가 카토 카즈에의 어시스턴트로 활동했다.
「점프 SQ」 2010년 6월호부터, 「월화미인」을 연재해, 2012년 2월호로 완결되었다. 그 후에는 한동안 연재 기획을 세우지 않고, 카토·아뮤·후지모토 타츠키·카쿠 유지 등의 어시스턴트로 활약하였다.
2018년 '점프SQ' 2018년 3월호에 작품 "ISPY"를 게재.호평을 받았기 때문에 스파이를 소재로 한 연재의 기획을 짜, 2019년부터 「소년 점프+」 (슈에이샤) 에서 「SPY×FAMILY」를 연재중이다.

## 인물
어린 시절부터 만화가를 지망했다. 가족은 부모님과 형이 한 명이다. 좋아하는 배우는 이소룡과 아베 히로시, 좋아하는 여배우는 멕 라이언과 오드레 토투다. 좋아하는 만화가는 토리야마 아키라, 니시모리 히로유키, 모치즈키 미네타로다. 취미, 특기 · 자랑할 수 있는 것은 스키 · 농구 · 라켓을 사용하는 구기 · 반복 옆뛰기 · 타면 · 구내염 창조 · 건강 파괴 등이 있다.
혈액형은 B형이며, 특기는 지각, 생각 많이하기다. 취미는 수납 및 중고점 순회, 모에는 가스 마스크 안경이다. 좋아하는 것은 큐브릭, 슈퍼의 서비스 상품. 라면 등이 있다.
담당 편집자인 린 시헤이는 엔도 타츠야가 어시스턴트에 가담한 작품은 전체적으로 그림이 향상된다고 평가하고 있다.

## 작품 목록

### 만화
- 굵은 글씨는 연재 작품이다.
- 약칭
  - 아카마루: 아카마루 점프, WJ: 주간 소년 점프, REVO: 점프 the REVOLUTION!, SQ: 점프SQ, SQ.C: 점프SQ.CROWN, J+: 소년 점프+, JB: JUMP jBOOKS 공식 사이트 (모두 슈에이샤)
  - 〈수록〉 단: 『사방유희 엔도 타츠야 단편집』 슈에이샤 〈점프 코믹스〉, 2008년 9월 4일 발매.

| 타이틀               | 형식 | 게재호                                            | 수록     | 비고 |
| -------------------- | ---- | ------------------------------------------------- | -------- | --- |
| 서부 유희            | 단편 | 아카마루 2000년 SPRING                            | 단       | 제5회 스토리킹 만화부문 준킹 수상작.47P. 상금벌이 양성학교 신입생 엘레나 피스카프를 주인공으로 하는 이야기. 서부극풍의 거리가 무대이고 상금벌이의 면허제도가 존재한다.                  |
| 월화미인             | 단편 | WJ 2000년 51호                                    | 단       | 연재판의 전신. 47P. |
| WITCH CRAZE          | 단편 | WJ 2001년 21·22 합병호                            | 단       | 마녀 파타 모르가나와 전 마녀사냥꾼의 짝꿍 네이를 주인공으로 하는 이야기.47P. 일부 등장인물의 이름은 아더왕 전설에서 유래된다.                                                           |
| PMG-0                | 단편 | WJ 2004년 24호                                    | 단       | 지극히 치안이 나쁜 거리 폴로에서 치안 유지를 담당하는 총사대의 소녀 타니아 이파리스를 주인공으로 하는 이야기. 55P. 주요 등장인물의 모티브는 삼총사다. 사실상 서부 유희의 리메이크 작품. |
| 옥상탐정-옥탄-       | 단편 | REVO 2006년 11월 1일 증간                         | 미       | 원작 : 오사키 토모히토. (大崎知仁) 41P |
| TISTA                | 연재 | SQ 2007년 12월호-2008년 8월호                     | 전2권    | |
| 월화미 칼날          | 연재 | SQ 2010년 6월호 - 2012년 2월호                    | 전5권    | |
| 유랑형의 크로니코    | 단편 | JB 보관됨 2017-03-31 - 웨이백 머신2014년 2월 20일 | 미       | 칸노 타카히로 『유랑형의 크로니코』 제1권 수록의 1편을 풀 컬러 만화화. 크로니코와 돌조각을 쌓아 탑을 계속 짓는 형을 받은 소녀와의 교류가 그려진다.                                      |
| 연옥의 아르셰        | 단편 | SQ 2014년 7월호                                   | 미       | 마녀사냥이 횡행하는 세계에서 대검의 수도사 벨과 병원의 수양아 셰가 빚어내는 고딕 판타지 J+의 [SPY×FAMILY] 2020년 8월 24일 갱신분부터 [특별독절]로 전달                                  |
| 돌에 연분홍, 철에 별 | 단편 | SQ.C 2017년 Spring                                | 미       | J+의 [SPY×FAMILY] 2021년 6월 14일 갱신분부터 [특별독절2]로 전달 |
| I SPY                | 단편 | SQ 2018년 3월호                                   | 미       | 「SPY×FAMILY」의 전신. J+의 [SPY×FAMILY] 2021년 11월 29일 갱신분부터 [특별독절3]으로 전달                                                                                               |
| SPY×FAMILY           | 연재 | J+ 2019년 3월 25일 - 연재중                       | 기간 9권 | WJ 2019년 17호, 32호에 출장 게재. |

### 삽화
- 오사키 토모히토 「옥상 탐정(옥탄)」 슈에이샤〈JUMP jBOOKS〉, 전 2권.
  1. 2006년 2월 8일 발행.
  2. 2006년 10월 31일 발행.
- 스즈메노 히나코 『야마모토군의 괴난 호쿠리쿠마경 근로기』[14] 미디어팩토리 〈MF문고 다빈치〉,2011년 2월 25일 발행.
- 칸노 타카히로 「유랑형의 크로니코」[15] 슈에이샤 〈JUMPjBOOKS〉, 전 2권.2013년 11월 11일부터 JUMP j BOOKS 공식 사이트 보관됨 2017-06-20 - 웨이백 머신에서, 엔도의 커버 일러스트, 핀업을 사용한 특제 벽지, 트위터 아이콘을 무료 배포하고 있었다.[16]
  1. 2013년 7월 10일 발행.
  2. 2013년 11월 24일 발행.

### 소개 만화
- 점프 SQ. SQ.MANGA Trailer
  - 엔도 타츠야×에베레스트 신들의 산봉우리
  - 엔도 타츠야×패트리엇 데이

## 사장
- 카노 야스히로 (叶恭弘)[17]
- 니시 요시유키 (西義之)[18]